# Fosfatidyletanol

Allmän kemisk struktur för fosfatidyletanol, där R^{1} och R^{2} är fettsyrakedjor

Fosfatidyletanoler (PEth) är en grupp fosfolipider som endast bildas i närvaro av etanol via inverkan av fosfolipas D (PLD). Det ackumuleras i blodet och avlägsnas långsamt, vilket gör det till en användbar biomarkör för alkoholkonsumtion. PEth tros också bidra till symtomen på berusning.

## Struktur
Kemiskt sett är fosfatidyletanoler fosfolipider, med två fettsyrakedjor med varierande i struktur, och en fosfatetylester.

## Biosyntes

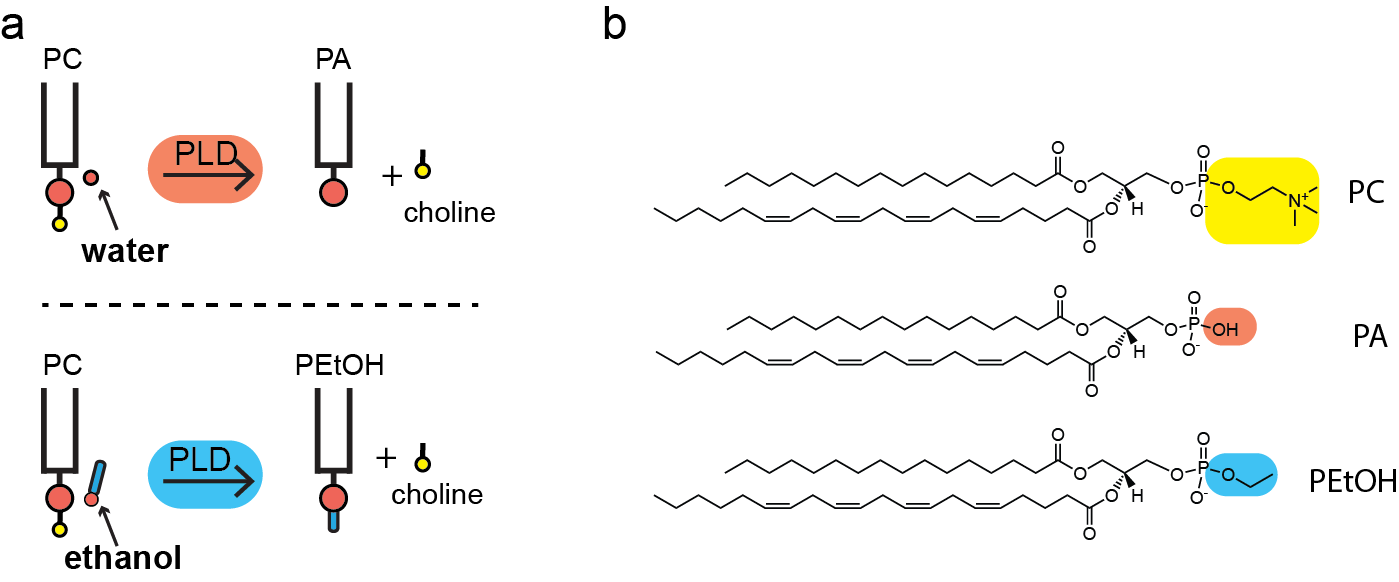
PEth-syntes genom PLD ; a) jämförelse PLD-transfosfatidylering med vatten (ovan, rött) och med etanol (nedan, blått). b) kemiska strukturer av substratet fosfatidylkolin (PC) och produkterna fosfatidinsyra (PA) och fosfatidyletanol (PEth)

När etanol är närvarande använder PLD etanol, och fäster alkoholen kovalent som huvudgruppen i fosfolipiden; därav namnet fosfatidyletanol. Normalt använder PLD vatten och bildar då fosfatidinsyra (PA); processen kallas transfosfatidylering. PLD fortsätter trots närvaro av etanol att generera PA,  så effekterna kommer sig av den onaturliga lipiden, PEth, inte av en utarmning av PA.

## Biologiska effekter
Lipiden ackumuleras i människokroppen och binder kompetitivt till agonistreceptorer för lipid-styrda jonkanaler, vilket bidrar till berusning. Den kemiska likheten mellan PEth och fosfatidinsyra (PA) och fosfatidylinositol 4,5-bisfosfat (PIP2) betyder troligen en bred störning av lipidsignaleringen; den exakta rollen av PEth som en kompetitiv lipidligand har inte studerats i detalj.

## Markör i blodet
Nivån av fosfatidyletanoler i blod används som markör för tidigare alkoholkonsumtion. En ökning av alkoholintaget med ~20 g etanol/dag kommer att höja PEth-koncentrationen med ~0,10 μmol/L, och vice versa om alkoholkonsumtionen har minskat. Det har dock visat sig att det kan finnas betydande individuell variation, vilket leder till potentiell felklassificering mellan måttlig konsumtion och stordrickare.
Efter upphört alkoholintag kan normalt ingen PEth detekteras efter 4 dagar. För alkoholister är motsvarande period 14 dagar, där halveringstiden för PEth är 4,5–10 dagar första veckan och 5–12 dagar andra veckan. Som blodmarkör är PEth känsligare än kolhydratsdeficient transferrin (CDT), etylglukuronid i urin (EtG) och etylsulfat (EtS).

### Tolkning
Society of PEth Research publicerade ett harmoniseringsdokument (2022 Consensus of Basel) för tolkning av koncentrationer av fosfatidyletanol i klinisk och rättsmedicinsk miljö. Denna förmodade konsensus skapades av de med ett egenintresse i fosfatidyletanolforskning. Konsensusen definierade målmåttet (PEth 16:0/18:1 i helblod), cutoff-koncentrationer (20 ng/ml och 200 ng/mL), och minimikrav på den tillämpade analysmetoden (noggrannhet och precision inom 15%).